# Ach ten... Snoopy
Ach ten... Snoopy (ang. Charlie Brown Specials, 1965–1994) – amerykański serial animowany opowiadający o popularnym psie Snoopym.

## Wersja polska
Wersja polska: GMC STUDIO

Udział wzięli:
- Joanna Domańska
- Hanna Kinder-Kiss – Charlie
- Grażyna Kopeć
- Julita Kożuszek-Borsuk
- Katarzyna Łukaszyńska
- Edyta Torhan
- Iwona Rulewicz – Lucy

i inni

## Spis odcinków
| N/o               | Polski tytuł                      | Angielski tytuł                                 |
| ----------------- | --------------------------------- | ----------------------------------------------- |
|                   |                                   |                                                 |
| SERIA PIERWSZA    |                                   |                                                 |
|                   |                                   |                                                 |
| 01                | Gwiazdka Charlie Browna           | A Charlie Brown Christmas                       |
|                   |                                   |                                                 |
| 02                | Liga Mistrzów                     | Charlie Brown's All-Stars!                      |
|                   |                                   |                                                 |
| 03                | Wspaniałe Halloween               | It's The Great Pumpkin, Charlie Brown           |
|                   |                                   |                                                 |
| 04                | Zakochany Charlie Brown           | You're In Love, Charlie Brown                   |
|                   |                                   |                                                 |
| 05                | Ach ten... Snoopy                 | He's Your Dog, Charlie Brown                    |
|                   |                                   |                                                 |
| 06                | Lato było krótkie                 | It Was A Short Summer, Charlie Brown            |
|                   |                                   |                                                 |
| 07                | Zagraj to jeszcze raz             | Play It Again, Charlie Brown                    |
|                   |                                   |                                                 |
| 08                | Nowe oblicze Snoopyego            | You're (Not) Elected, Charlie Brown             |
|                   |                                   |                                                 |
| 09                | Nie czas na psa                   | There's No Time For Love, Charlie Brown         |
|                   |                                   |                                                 |
| 10                | Rozmowa w szkole                  | A Charlie Brown Thanksgiving                    |
|                   |                                   |                                                 |
| 11                | To tajemnica                      | It's A Mystery, Charlie Brown                   |
|                   |                                   |                                                 |
| 12                | Na południe                       | It's The Easter Beagle, Charlie Brown           |
|                   |                                   |                                                 |
| 13                | Bądź moją walentynką              | Be My Valentine, Charlie Brown                  |
|                   |                                   |                                                 |
| 14                | Charlie Brown sportowcem          | You're A Good Sport, Charlie Brown              |
|                   |                                   |                                                 |
| 15                | Udany dzień                       | It's Arbor Day, Charlie Brown                   |
|                   |                                   |                                                 |
| 16                | Twój pierwszy pocałunek           | It's Your First Kiss, Charlie Brown             |
|                   |                                   |                                                 |
| 17                | Kiedy nadejdzie noc               | What A Nightmare, Charlie Brown                 |
|                   |                                   |                                                 |
| 18                | Jesteś najlepszy                  | You're The Greatest, Charlie Brown              |
|                   |                                   |                                                 |
| 19                | Najlepsza na łyżwach              | She's A Good Skate, Charlie Brown               |
|                   |                                   |                                                 |
| 20                | Życie w Cyrku                     | Life Is A Circus, Charlie Brown                 |
|                   |                                   |                                                 |
| 21                | Snoopy w świecie magii            | It's Magic, Charlie Brown                       |
|                   |                                   |                                                 |
| 22                | Chory Snoopy                      | Someday You'll Find Her, Charlie Brown          |
|                   |                                   |                                                 |
| 23                | Dowidzenia i nie ma czego żałować | Is This Goodbye, Charlie Brown?                 |
|                   |                                   |                                                 |
| 24                | Inne życie Snoopyego              | What Have We Learned, Charlie Brown?            |
|                   |                                   |                                                 |
| 25                | Pierwsza kosmiczna Inwazja        | It's Flashbeagle, Charlie Brown                 |
|                   |                                   |                                                 |
| 26                | Pomocna łapa                      | Snoopy's Getting Married, Charlie Brown         |
|                   |                                   |                                                 |
| 27                | Szczęśliwego Nowego Roku          | Happy New Year, Charlie Brown!                  |
|                   |                                   |                                                 |
| 28                | Gdzie jest Charlie Brown?         | Why, Charlie Brown, Why?                        |
|                   |                                   |                                                 |
| 29                | Na pomoc                          | Snoopy's Reunion                                |
|                   |                                   |                                                 |
| 30                | Snoopy kontra Tępaki              | It's Spring Training, Charlie Brown             |
|                   |                                   |                                                 |
| 31                | Natchodzą święta                  | It's Christmastime Again, Charlie Brown         |
|                   |                                   |                                                 |
| 32                | Atakująca Piłka w prezencie       | You're In The Superbowl, Charlie Brown          |
|                   |                                   |                                                 |
| 33                | To moje urodziny                  | It Was My Best Birthday Ever, Charlie Brown     |
|                   |                                   |                                                 |
| 34                | Sól i Pieprz                      | It's The Pied Piper, Charlie Brown              |
|                   |                                   |                                                 |
| 35                | Walentynki                        | A Charlie Brown Valentine                       |
|                   |                                   |                                                 |
| 36                | Przygody świąteczne               | Charlie Brown's Christmas Tales                 |
|                   |                                   |                                                 |
| 37                | Sztuka posiadania szczęścia       | Lucy Must Be Traded, Charlie Brown              |
|                   |                                   |                                                 |
| 38                | Kolejna inwazja                   | He's a Bully, Charlie Brown                     |
|                   |                                   |                                                 |
| ODCINKI SPECJALNE |                                   |                                                 |
|                   |                                   |                                                 |
| S1                |                                   | Charlie Brown and Charles Schulz                |
|                   |                                   |                                                 |
| S2                |                                   | A Charlie Brown Celebration                     |
|                   |                                   |                                                 |
| S3                |                                   | It's An Adventure, Charlie Brown                |
|                   |                                   |                                                 |
| S4                |                                   | You're A Good Man, Charlie Brown                |
|                   |                                   |                                                 |
| S5                |                                   | Snoopy: The Musical                             |
|                   |                                   |                                                 |
| S6                |                                   | It's The Girl In The Red Truck, Charlie Brown   |
|                   |                                   |                                                 |
| S7                |                                   | Here's To You, Charlie Brown: 50 Great Years    |
|                   |                                   |                                                 |
| S8                |                                   | I Want A Dog For Christmas, Charlie Brown!      |
|                   |                                   |                                                 |
| FILMY             |                                   |                                                 |
|                   |                                   |                                                 |
| F1                |                                   | A Boy Named Charlie Brown                       |
|                   |                                   |                                                 |
| F2                |                                   | Snoopy Come Home                                |
|                   |                                   |                                                 |
| F3                |                                   | Race for Your Life, Charlie Brown               |
|                   |                                   |                                                 |
| F4                |                                   | Bon Voyage, Charlie Brown (And Don't Come Back) |
|                   |                                   |                                                 |